# Muxia
Muxia (službeno na španjolskim i na galicijskim jeziku) obalno je mjesto i općina u Španjolskoj autonomnoj zajednici Galiciji. Nalazi se na Costa da Morte na obali Atlantskog oceana.

## Zanimljivost
Muxia je jedno od krajnjih odredišta za hodočasnike sv nakon posjete svetišta svetog apostola Jakova u Santiagu de Composteli.
Obala Muxíe poznata je po svojoj spektakularoj obali.
Muxía je dio "Costa da Morte 'ili' Costa de la Muerte" (tj. "Obala smrti"). Dobila to ime zbog velikog broja brodoloma duž stjenovite obale.

### Naselja (Parroquias)
| - Bardullas (San Xoán) - Caberta (San Fins) - Coucieiro (San Pedro) - Frixe (Santa Locacia) - Leis de Nemancos (San Pedro) - Moraime (San Xulián) - Morquintián (Santa María) | - Muxía (Santa María) - Nemiña (San Cristovo) - Nosa Señora da O (Santa María) - San Martiño de Ozón (San Martiño) - Santiso de Vuiturón (San Tirso) - Touriñán (San Martiño) - Vilastose (San Cibrán) |

## Galerija
- St.Julian Moraime
- St.Julian Moraime
- St.Julian Moraime
- Bivša samostanska crkva St.Julian Moraime
- St.Julian Moraime
- Santuario da Virxe da Barca
- San Xulián de Moraime
- Obala kod Muxije
- Muxia 2008
- Crkva
- Kapelica
- Spomenik Alberta Banuelosa
- Svetionik Muxia Costa del Morte
- Muxia Groblje

## Vanjske poveznice
- Web del Ayuntamiento de Mugía
- La Virgen de la Barca de Mugía.  Arhivirana inačica izvorne stranice od 12. travnja 2016. (Wayback Machine) (en español)